# Tarsometatarsus

Skelet van een duif. Nummer 8 duidt zowel de linker- als de rechtertarsometatarsus aan.

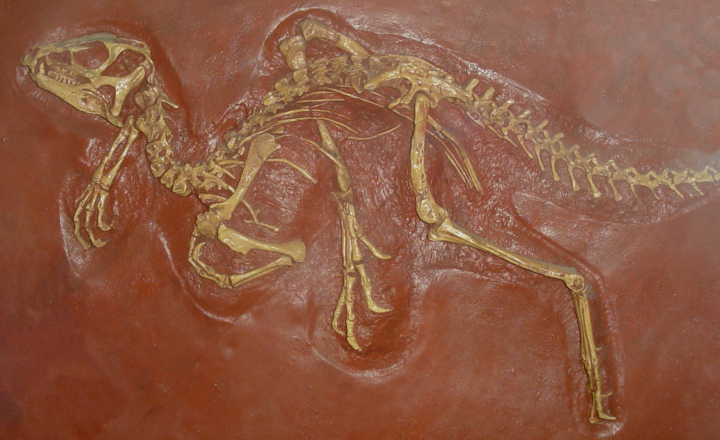
Een afgietsel van het typespecimen van Heterodontosaurus tucki. De linker tarsometatarsus is duidelijk te zien.

De tarsometatarsus is een bot dat voorkomt in de poot van sommige tetrapoden, met name vogels en Heterodontosauridae. Het ontstond door de fusie van verschillende botten die in de voet van andere tetrapoden voorkomen, en is homoloog met de tarsus (voetwortel) en metatarsus (middenvoet) zoals die bij zoogdieren voorkomen. De tarsometatarsus van vogels wordt desondanks vaak simpel als tarsus of metatarsus aangeduid.

## Vogels
Gedurende de evolutie van vogels is de fusie meerdere keren ontstaan. Bij de Neornithes (moderne vogels) is de fusie het volledigst, te weten over de hele lengte van de botten, hoewel het distale (metatarsale) deel het sterkst vergroeid is. Bij de Enantiornithes, een groep vogels uit het Mesozoïcum, was de vergroeiing volledig in het proximale (tarsale) einde, maar lagen de distale metatarsi nog enigszins gescheiden.

## Heterodontosauridae
Hoewel vogels de bekendste dieren zijn met dit gefuseerde bot, zijn ze niet de enige en zelfs niet de eerste: door parallelle evolutie ontstond de tarsometatarsus ook bij de Heterodontosauridae, een groep van kleine ornithopode dinosauriërs, die niet nauw verwant zijn aan vogels. De oudste restanten van deze groep stammen uit het late Trias (meer dan 200 miljoen jaar geleden). Ze zijn dus bijna 100 miljoen jaar ouder dan de eerste vogels met een tarsometatarsus.